# عصر ماشین‌های هوشمند
عصر ماشین‌های هوشمند (به انگلیسی: The Age of Intelligent Machines) یک کتاب غیر داستانی در مورد هوش مصنوعی می‌باشد که توسط مخترع و آینده‌پژوه، ری کرزویل نوشته شده است. این اولین کتاب او بود و انجمن ناشران آمریکا آن را برجسته‌ترین کتاب علوم رایانه‌ای از سال ۱۹۹۰ نامید.
همچنین این کتاب توسط نیویورک تایمز و کریسشن ساینس مانیتور بررسی شد. ساختار این کتاب ترکیبی از تک نگاشت (به انگلیسی: monograph) و گلچینی از مقالات ارائه شده توسط کارشناسان هوش مصنوعی مانند دنیل دنت، داگلاس هافستادر و ماروین مینسکی است.
کرزویل به بررسی ریشه‌های فلسفی، ریاضی و فنی هوش مصنوعی می‌پردازد، با این فرض که یک برنامه کامپیوتری به اندازه کافی پیشرفته می‌تواند به سطح هوش انسان برسد. کورزویل استدلال می‌کند که خلقت انسان از طریق تکامل نشان می‌دهد که انسانها باید توانایی ایجاد چیزی باهوشتر از خودشان را داشته باشند. او باور دارد که بازشناخت الگو و بازنمود دانش همان‌طور که در زبان دیده شده، دو جزء کلیدی هوش مصنوعی هستند. کورزویل شرح می‌دهد که رایانه‌ها چقدر سریع در هر زمینه پیشرفته می‌شوند.
با توجه به میزان رشد نمایی قدرت رایانه‌ها، کورزویل باور دارد هوش مصنوعی در ابتدا ممکن خواهد بود و سپس به قدری توسعه پیدا می‌کند که پیش‌پاافتاده می‌شود. او توضیح می‌دهد این چگونه تمام جنبه‌های زندگی انسان را، از جملهکار، تحصیل، درمان و جنگ را تحت تأثیر قرار می‌دهد، به گونه‌ای که مردم برای کشف کردن معنی واقعی انسان بودن، به چالش کشیده خواهند شد.

## پیشینه
ری کرزویل که یک مخترع و کارآفرین سریالی است. در سال ۱۹۹۰ زمانی که این کتاب منتشر شد او مالکیت سه شرکت را در اختیار داشت: Kurzweil Computer Products و Kurzweil Music Systems و Kurzweil Applied Intelligence. شرکت‌ها توسعه یافته بودند و محصولاتی چون: خواندن ماشینی برای نابینایان، سینت سایزر موسیقی و نرم افزار تشخیص گفتگو به فروش می‌رساندند.
نویسه‌خوان نوری که برای خواندن ماشینی استفاده می‌شود و تشخیص گفتار هر دو به عنوان نمونه‌هایی برجسته از مشکلات تشخیص الگو آورده شدند.  پس از انتشار عصر ماشین‌های هوشمند، او ایده‌های خود را توسط دو کتاب عصر ماشین‌های معنوی و تکینگی نزدیک است گسترش داد.

## محتوا

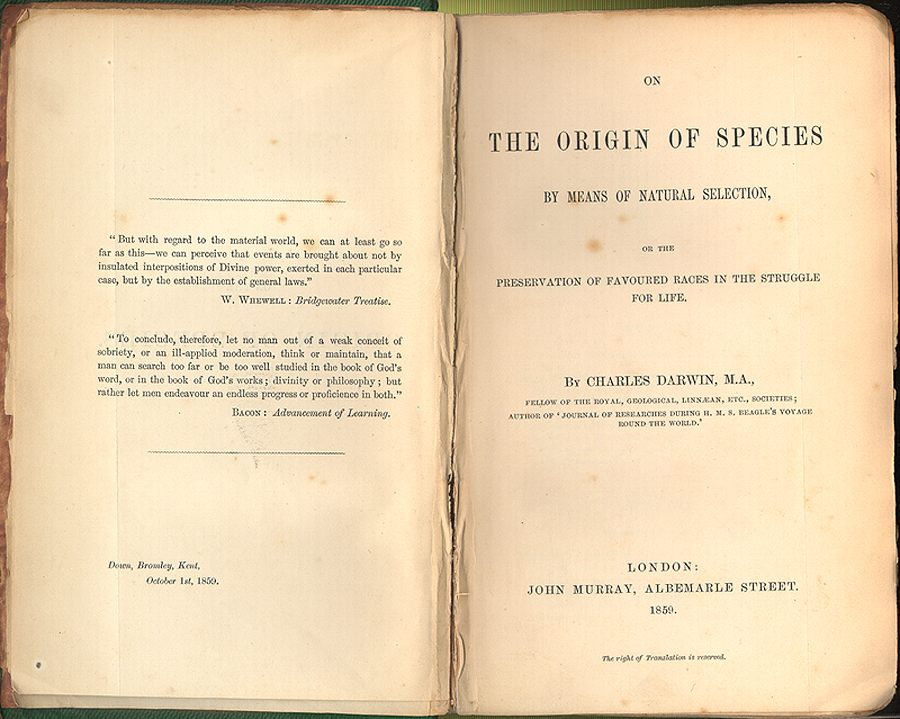
کرزویل باور دارد که فرگشت ثابت می‌کند که انسان‌ها توانایی ساخت فناوری پیشرفته تر از خود را دارند.

### تعاریف و تاریخچه
کرزویل با تعریف کردن هوش مصنوعی کتاب را شروع می‌کند. او به سمت فرمول «مرز متحرک» ماروین مینسکی متمایل می‌شود: «مطالعه مشکلات کامپیوتر که هنوز حل نشده است».  سپس او تلاش می‌کند خود هوش را معنی کند و نتیجه بگیرد «به نظر می‌رسد هیچ تعریف ساده‌ای از هوش وجود ندارد که مورد قبول اکثر ناظران باشد». که به این بحث راهنمایی می‌شود که آیا پروسهٔ فرگشت می‌تواند هوشمند در نظر گرفته شود.
کورزویل این نتیجه می‌رسد که تکامل هوشمند است، اما تنها با ضریب هوشی «بینهایت بزرگتر از صفر».
او فرگشت را برای مدت بسیار طولانی ساخت طرح‌هایش سرزنش می‌کند. 

### شطرنج و تشخیص الگو

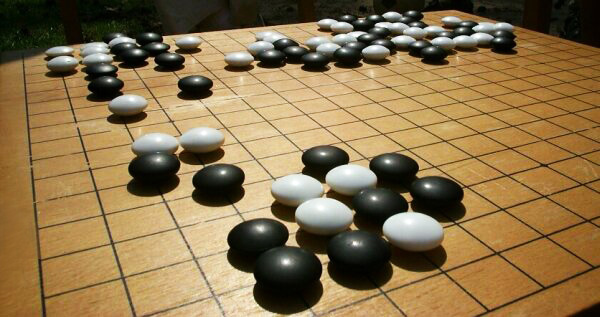
برنامه‌ریزی رایانه‌ها برای بازی چینی گو بسیار سخت‌تر از بازی شطرنج است.

بکرزویل پیشبینی می‌کند که رایانه‌ها تا سال ۲۰۰۰ در بازی شطرنج از انسان پیشی می‌گیرند و در مورد جزئیات این کار بحث می‌کند.  اما در مورد بازی گو ثابت می‌شود که رایانه‌ها به زمان بیشتری نیاز دارند تا بتواند به خوبی بازی کند.

کرزویل باور دارد که رایانه‌ها در این قرن آزمون تورینگ را رد می‌کنند.

## بازخوردها
جی گارفیلد در نیویورک تایمز نوشت که کرزویل زمانی که در حوزهٔ تخصصی خود می‌نویسد «واضح، جاری و مطلع» است، اما هنگامی که در مورد فلسفه، منطق و روانشناسی می‌گوید، «درهم برهم و مبهم» است.
د فیوچریست این را یک «مقدار قابل توجه» خواند که «سخاوتمندانه تصویر داده شده» و «یک جشن برای ذهن و چشم» است. در حالی که سیمسون گارفینکل در کریستین ساینس مانیتور می‌گوید: عصر ماشینهای هوشمند «یک tour de force history برای هوش مصنوعی» است؛ و اظهار تاسف می‌کند که گر چه این کتاب منظم است اما سازماندهی شده نیست و همچنین از «جزئیات از دست رفته در سراسر کتاب» شکایت می‌کند.